# Wasser für Injektionszwecke
Wasser für Injektionszwecke (lateinisch aqua ad iniectabile oder aqua ad injectionem), abgekürzt auch WFI, ist ein Wasser von besonders reiner Qualität, das nach den Regeln des Arzneibuches zur Herstellung von Parenteralia (z. B. Infusions- oder Injektionslösungen) verwendet wird.
Die Herstellung und Spezifikation von Wasser für Injektionszwecke ist in der gleichnamigen Monografie des Europäischen Arzneibuches beschrieben. In Europa war als Herstellungsverfahren ausschließlich die Destillation erlaubt; seit Ph. Eur. 9.1 ist auch Umkehrosmose in Kombination mit geeigneten Verfahren wie Elektrodeionisation, Ultrafiltration oder Nanofiltration zugelassen, die zuvor bereits in anderen Ländern (USA, J) zulässig waren.
Während der Herstellung und Lagerung von Wasser für Injektionszwecke ist auf strikte Keimarmut zu achten: normalerweise ist ein Grenzwert von maximal 10 Mikroorganismen je 100 ml für koloniebildende, aerobe Keime einzuhalten. Soll das Wasser für Arzneizubereitungen verwendet werden, die unter aseptischen Bedingungen hergestellt werden, können strengere Grenzwerte notwendig sein.
Wasser für Injektionszwecke muss den in der Arzneibuchmonografie vorgeschriebenen Prüfungen auf Reinheit entsprechen, wobei unterschieden wird in Wasser für Injektionszwecke als Bulk und Sterilisiertes Wasser für Injektionszwecke. Letzteres ist in Gefäßen abgefasst und sterilisiert.
Die Grenzwerte für Leitfähigkeit, Gehalt an organischem Kohlenstoff, Nitrat, Schwermetalle, Aluminium und Bakterienendotoxine müssen eingehalten werden. Sterilisiertes Wasser für Injektionszwecke ist darüber hinaus auf weitere Ionen sowie Partikelfreiheit und Sterilität zu prüfen.